# Vernon (Alabama)
Pour les articles homonymes, voir Vernon et Mount Vernon.
La ville de Vernon est le chef-lieu (siège) du comté de Lamar, dans l'État  de l'Alabama, aux États-Unis.

## Démographie
| 1880 | 1890 | 1900 | 1910 | 1920 | 1930 | 1940 | 1950 |
| ---- | ---- | ---- | ---- | ---- | ---- | ---- | ---- |
| 208  | 192  | 291  | 423  | 440  | 519  | 759  | 791  |

| 1960  | 1970  | 1980  | 1990  | 2000  | 2010  | - | - |
| ----- | ----- | ----- | ----- | ----- | ----- | - | - |
| 1 492 | 2 190 | 2 609 | 2 247 | 2 143 | 2 000 | - | - |